# حيرام فاولر
حيرام فاولر (بالإنجليزية: Hiram Fuller)‏ هو صحفي أمريكي، ولد في 6 سبتمبر 1814، وتوفي في 19 نوفمبر 1880 في باريس في فرنسا.